# تکریم

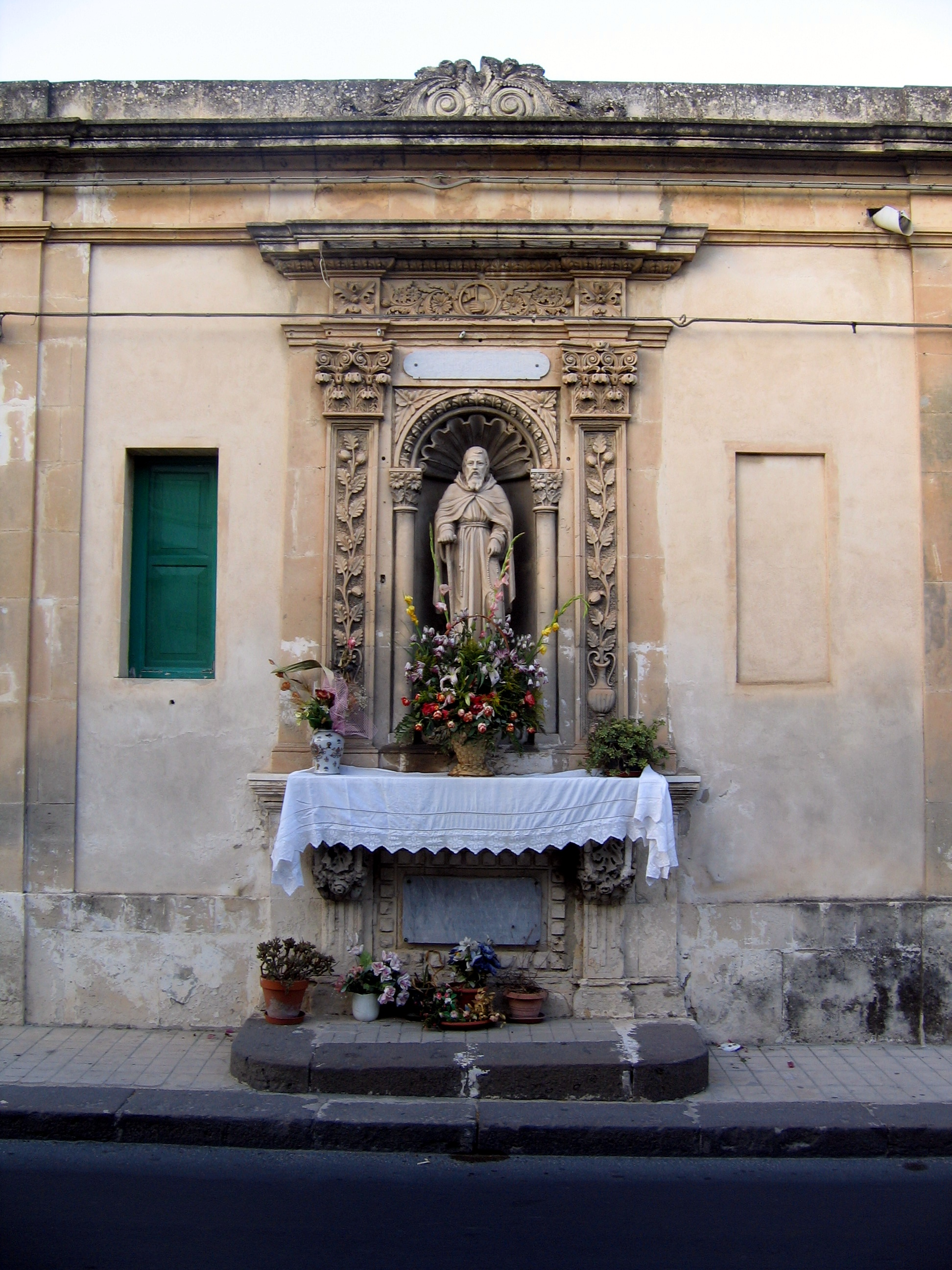
پادشاهی نوتو کنراد پیاچنزا (سن کورادو)

تبجیل یا ستایش، یا ستایش از قدیسین، عملی است که در آن یک قدیس روحانیت و قداستش به رسمیت شمرده می‌شود. ستاییدن قدیسین را همه دین‌های بزرگ از جمله مسیحیت، یهودیت، آیین هندو، اسلام، و بودیسم انجام می‌دهند.
در مسیحیت، ستاییدن در مذاهبی مانند کلیسای ارتدکس شرقی از کلیسای کاتولیک روم و کلیساهای کاتولیک شرقی انجام می‌شود که همه آنها دارای انواع مختلفی از تقدیس یا تجلیل هستند. در کلیساهای کاتولیک و ارتدوکس، تبجیل به این صورت نشان داده می‌شود که فرد به‌طور احترام آمیزی تعظیم می‌کند یا با دستش شکل صلیب را تمثال، یادگار مقدس یا مجسمه یک قدیس نگه می‌دارد یا به زیارت یکی از مکان‌هایی که به یک قدیس مربوط است می‌رود، که به صورت پیاده‌روی ای طولانی است. در کل این عمل در پروتستان انجام نمی‌شود.